# Mamming
Mamming település Németországban, azon belül Bajorországban. Lakosainak száma 3447 fő (2023. december 31.). Mamming Moosthenning, Pilsting, Landau an der Isar, Reisbach és Gottfrieding községekkel határos.

## Népesség
| Lakosok száma | 1115 | 2000 | 2140 | 2309 | 2944 | 3140 | 3369 | 3256 | 3346 | 3447 |
|               | 1875 | 1950 | 1975 | 1987 | 2012 | 2014 | 2016 | 2017 | 2021 | 2023 |